# Nokia N75
Nokia N75 – telefon komórkowy wprowadzony na rynek we wrześniu 2006 roku przez firmę Nokia. Należy on do serii urządzeń Nokia N.

## Dane techniczne

### System operacyjny
- Symbian 9.1
- Interfejs użytkownika: Series 60, 3rd Edition

### Procesor
- Texas Instruments OMAP 1710, 220 MHz

### Pamięć
- 40 MB
- 64 MB pamięci RAM
- 128 MB pamięci ROM
- Możliwość zwiększenia pojemności pamięci poprzez włożenie karty microSD

### Wyświetlacz

#### Główny
- Wyświetlacz typu TFT
- 16 milionów kolorów
- 240x320 pikseli
- Przekątna: 2,4 cala

#### Dodatkowy
- Wyświetlacz typu TFT
- 256 tys. kolorów
- 128 ×  160pix
- Przekątna: 1,36 cala

### Aparat

#### Główny
- Carl Zeiss
- 2 Mpix
- Rozdzielczość: 1600x1200 px
- zoom cyfrowy x 16

#### Dodatkowy
- Matryca 0.3 Mpix
- rozdzielczość 640 × 480 px
- zoom cyfrowy x 2

### Zasilanie
- Ładowanie przez port USB
- Wymienna bateria

#### Maks. czas działania telefonu w sieci 2G
- Podczas czuwania 2G – 200 godz.
- Podczas rozmów – 240 godz.

## Transmisja danych
| CSD  | Tak      |
| GPRS | Klasa 11 |
| EDGE | Klasa 11 |
| 3G   | Tak      |

## Funkcje dodatkowe
Dodatkowo telefon wyposażony jest w:
- Przeglądarkę HTML
- klienta e-mail używającego protokołów POP3, IMAP4, SMTP
- zegar
- stoper
- minutnik
- kalendarz
- dyktafon
- kalkulator
- alarm
- przelicznik walut
- funkcję push to talk
- odtwarzacz muzyki obsługujący formaty: AAC, AAC+, eAAC+, WMA, MPEG-4 (MP4)
- odtwarzacz wideo obsługujący formaty:MPEG-4 (MP4) i H-263
- funkcję głosowego wybierania numeru
- system głośnomówiący
- funkcję wideotelefonu
- słownik T9